# ولي الله سيف
ولي الله سيف (بالفارسية: ولی‌الله سیف) من مواليد 1 كانون الثاني/يناير 1952 هو اقتصادي إيرانية، وهو حاكم البنك المركزي الإيراني.

## النشأة
ولد سيف في 1 كانون الثاني/يناير من العام 1952 في منطقة ناهافند، حصل على البكالوريوس ثم الماجستير في تخصص الاقتصاد من جامعة التكنولوجيا (كانت تُعرف سابقا باسم مدرسة المحاسبة والمالية) ثم نال درجة الدكتوراه من جامعة العلامة الطباطبائي في المحاسبة. يشغل حاليا منصب أستاذ في جامعة سلامة.

## المسيرة المهنية
شغل منصب الرئيس التنفيذي ورئيس مجلس الإدارة في بعض المصارف الخاصة في إيران، حيث كان محافظ بنك ملة (1990-1992)، ثم بنك صادرات (1992-1995) وبنك سباه (1995-2000) كما شغل منصبا مهما في بنك المستقبل في البحرين (2001-2003) وبنك كارافارين (2010-2013). كما كان محافظ البنك الوطني الإيراني في الفترة من 2003 إلى 2007. وترشح لمنصب محافظ البنك المركزي الإيراني من قبل مجلس إدارة البنك ثم تم قبوله من قبل الرئيس حسن روحاني. عُين رسميا في 2 أيلول/سبتمبر 2013 وبدأ بسرعة القيام بالعديد من الإصلاحات والتعديلات من بينها رفع أسعار الفائدة من أجل السيطرة على التضخم في البلاد. وهو حاليا نائب رئيس غرفة التجارة الدولية.

### مؤسسة قزوين الائتمانية
في عام 2017، سقطت سمعة سيف بسبب خسائر تكبدها البنك المركزي وذلك بعدما كان قد وافق تمويل مؤسسات الائتمان التي كانت غير قادرة على تسديد ودائع العملاء، وبسبب هذا قامت ضجة كبيرة ضد الرجل وانتقدته معظم وسائل الإعلام والمسؤولين الحكوميين كنا قامت احتجاجات ضده بل وصلت حد الدعوة إلى إعدامه. 

## الجوائز
حصل سيف على الميدالية الذهبية للعلاقات العامة من الرئيس محمود أحمدي نجاد في كانون الثاني/يناير 2011، كما دخل قائمة أفضل الاقصاديين المصرفيين في في عام 2012 في دولة إيران.